# Boston Celtics
Boston Celtics är en amerikansk basketorganisation vars lag är baserat i Boston i Massachusetts och som spelar i NBA. Celtics bildades den 6 juni 1946 och är tillsammans med New York Knicks de enda lag som spelat samtliga säsonger i NBA. Laget har tagit flest titlar i NBA, 18 stycken.

## Historia
Boston Celtics var särskilt dominerande under perioden 1957–1969 då man vann 11 titlar, bland annat åtta i rad (1959–1966). Ledande spelare under denna tid var centern Bill Russell, guarden Bob Cousy och guarden/forwarden John Havlicek. Tränaren Red Auerbach ledde klubben till nio av titlarna fram till och med 1966.
I början av 1970-talet genomgick klubben en lyckad generationsväxling. Den ende spelaren kvar från de gyllene åren på 1960-talet var John Havlicek. Han och Dave Cowens ledde klubben till titlar 1974 och 1976.
Med stjärnan Larry Bird i laget lyckades klubben ta tre titlar (1981, 1984 och 1986), och tog sig till final ytterligare två gånger (1985 och 1987). Bird, Robert Parish och Kevin McHale bildade vad som kallades "The Big Three", den kanske bästa frontlinjen som funnits i basketsporten. Under 1980-talet fick hela NBA ett uppsving och detta leddes av rivaliteten mellan Celtics och Los Angeles Lakers, och mellan klubbarnas storstjärnor Larry Bird och Earvin "Magic" Johnson.
Ett åldrande Celtics höll sig kvar på en nivå strax under de allra bästa fram till 1993. Året innan hade Larry Bird slutat på grund av ryggproblem. 1993 slutade Robert Parish och Kevin McHale, och den nya stjärnan Reggie Lewis dog av hjärtproblem under en försäsongsträning.
Säsongerna 1993/1994 till 2006/2007 var, med klubbens mått mätt, magra på framgångar, Låt vara att man nådde semifinalen 2002 med Antoine Walker och Paul Pierce som de mest framträdande spelarna.
Under sommaren 2007 bytte klubben till sig stjärnorna Kevin Garnett och Ray Allen och lyckades bygga ett helt nytt lag som under ledning av huvudcoachen Doc Rivers vann flest segrar i grundserien (66 av 82) och klubbens 17:e mästerskap. I finalen besegrades Los Angeles Lakers med 4–2 i matcher. Lagets tredje stjärna, lagkaptenen Paul Pierce, blev utsedd till slutspelets mest värdefulla spelare. Andra tongivande spelare under säsongen var point-guarden Rajon Rondo och forwarden James Posey.
Åren efter finalsegern 2008 höll sig laget kvar i den absoluta toppen, och tog sig till final 2010 och semifinal 2012. Inför 2012/13 lämnade Ray Allen klubben, Rajon Rondo skadade korsbandet under säsongen, och i slutspelet förlorade laget mot New York Knicks i första omgången.
Sommaren 2013 inledde laget en generationsväxling, med omfattande spelartransaktioner. I en uppgörelse med Brooklyn Nets bytte man bort Paul Pierce, Kevin Garnett och Jason Terry mot ett antal spelare med betungande kontrakt, tre av Brooklyn Nets framtida val i draftens första omgång, och möjligheten att byta plats med Brooklyn i ytterligare en första omgång.
Uppgörelsen med Brooklyn visade sig vara mycket bra för Boston då Brooklyns lagbygge föll ihop som ett korthus 2016, vilket gjorde att Boston åren därefter erhöll mycket värdefulla tillgångar i form av ett tredjeval i draften 2016 och ett förstaval i draften 2017.. Med dessa tillgångar har man sedan byggt ett talangfullt lag.
2013 anställde man den då 36-årige college-tränaren Brad Stevens som huvudcoach, och under hans ledning har laget gått från att vara långt från att nå slutspelet 2014, till att nå semifinalen 2017, 2018 och 2020.
Den dominerande spelaren under slutspelet 2017 var den korte till växten och publikfavoriten Isaiah Thomas. I en kontroversiell uppgörelse bytte man efter säsongen bort honom mot Kyrie Irving. Irving och klubbens andra högprofilerade nyförvärv Gordon Hayward var skadade under slutspelet 2018, då man istället fick förlita sig på unga spelare såsom Marcus Smart, Terry Rozier, Jaylen Brown och Jayson Tatum, och veteranen Al Horford.
2018/19 var Boston favorittippade. Kyrie Irving och Gordon Hayward var tillbaka från skador, och de unga spelarna hade ett lyckat slutspel bakom sig. Säsongen blev utifrån det ett misslyckande då laget inte var levde upp till förväntningarna, varken i grundserien eller slutspelet. Man förlorade klart mot Milwaukee Bucks i kvartsfinalen.
Inför säsongen 2019/20 lämnade Kyrie Irving och Al Horford. Kemba Walker var det mest namnkunniga nyförvärvet. Laget tog sig till semifinal, där man förlorade mot Miami Heat med 4–2 i matcher.

## Rivalitet

### New York Knicks
Boston Celtics och  New York Knicks är två lag som har varit med sen 1946 då  NBA grundades. Boston och New York city har rivalitet i många sporter exempel New York Yankees– Boston Red Sox (baseboll) Boston Bruins och New York Rangers (ishockey) och New York Jets–New England Patriots (amerikansk fotboll).

### Los Angeles Lakers
Rivaliteten mellan Boston Celtics och Los Angeles Lakers kallats NBA:s bästa rivalitet. De två lagen har mötts rekordmånga (tolv) gånger i NBA-finalerna, med början vid deras första finalmöte 1959. De fortsatte att dominera ligan på 1960-talet då de mötte varandra sex gånger, och på 1980-talen med tre finalmöten. De möttes även i finalerna 2008 och 2010.

## Spelartruppen 2025/2026
Senast uppdaterad: 17 augusti 2025.

Alla spelare som har kontrakt med Boston Celtics. Spelarnas löner är i amerikanska dollar och är vad de skulle få ut om spelarna vore i NBA-truppen under hela säsongen.
| Nr                                |                         | Namn              | Pos   | Lön 25/26   |        | Kontrakt | Kom till laget | Kom ifrån               |
| --------------------------------- | ----------------------- | ----------------- | ----- | ----------- | ------ | -------- | -------------- | ----------------------- |
| 0                                 | USA                     | Jayson Tatum      | SF/PF | $54 126 450 | [ 28 ] | 2030     | 2017           | Duke Blue Devils        |
| 7                                 | USA                     | Jaylen Brown      | SG/SF | $53 142 264 | [ 29 ] | 2029     | 2016           | California Golden Bears |
| 8                                 | Jamaica                 | Josh Minott       | SF    | $2 378 867  | [ 30 ] | 2027     | 2025           | Minnesota Timberwolves  |
| 9                                 | USA                     | Derrick White     | SG/PG | $26 350 000 | [ 31 ] | 2029     | 2022           | San Antonio Spurs       |
| 11                                | USA                     | Payton Pritchard  | PG    | $7 232 143  | [ 32 ] | 2028     | 2020           | Oregon Ducks            |
| 13                                | USA                     | Ron Harper Jr.    | SG/SF | $2 378 870  | [ 33 ] | 2026     | 2025           | Detroit Pistons         |
| 25                                | Saint Lucia             | Chris Boucher     | PF    | $3 287 409  | [ 34 ] | 2026     | 2025           | Toronto Raptors         |
| 26                                | USA                     | Xavier Tillman    | PF    | $2 546 675  | [ 35 ] | 2026     | 2024           | Memphis Grizzlies       |
| 27                                | USA                     | Jordan Walsh      | SF    | $2 221 677  | [ 36 ] | 2027     | 2023           | Arkansas Razorbacks     |
| 28                                | Spanien                 | Hugo González     | SF    | $2 783 880  | [ 37 ] | 2029     | 2025           | Real Madrid Baloncesto  |
| 30                                | USA                     | Sam Hauser        | SF    | $10 044 644 | [ 38 ] | 2029     | 2021           | Virginia Cavaliers      |
| 52                                | Bosnien och Hercegovina | Luka Garza        | C     | $2 461 460  | [ 39 ] | 2027     | 2025           | Minnesota Timberwolves  |
| 55                                | USA                     | Baylor Scheierman | SG/SF | $2 619 000  | [ 40 ] | 2028     | 2024           | Creighton Bluejays      |
| 88                                | Portugal                | Neemias Queta     | C     | $2 349 578  | [ 41 ] | 2027     | 2023           | Sacramento Kings        |
| --                                | USA                     | Aaron Scott       | PG/SG | $1 272 868  | [ 42 ] | 2026     | 2025           | St. John's Red Storm    |
| --                                | USA                     | Anfernee Simons   | SG    | $27 678 571 | [ 43 ] | 2026     | 2025           | Portland Trail Blazers  |
| Tvåvägskontrakt                   |                         |                   |       |             |        |          |                |                         |
| Nr                                |                         | Namn              | Pos   | Lön 25/26   |        | Kontrakt | Kom till laget | Kom ifrån               |
| 29                                | Ukraina                 | Maksym Sjulha     | PG/SG | $636 434    | [ 44 ] | 2026     | 2025           | VCU Rams                |
| 77                                | Storbritannien          | Amari Williams    | C     | $636 434    | [ 45 ] | 2026     | 2025           | Kentucky Wildcats       |
| --                                | USA                     | R.J. Luis         | SG/SF | $636 434    | [ 46 ] | 2027     | 2025           | St. John's Red Storm    |
| Positioner: PG – SG – SF – PF – C |                         |                   |       |             |        |          |                |                         |

### Spelargalleri

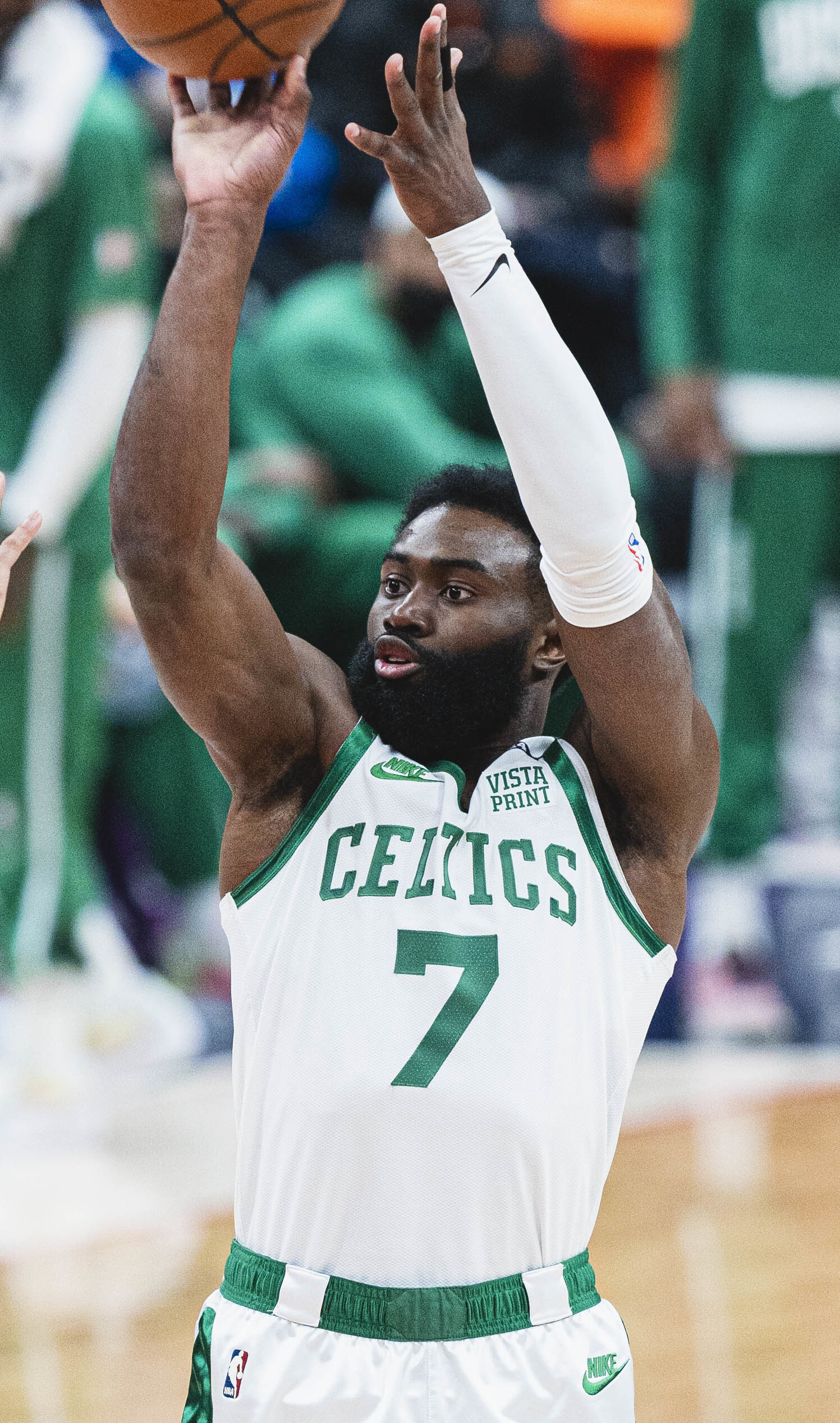
Jaylen Brown
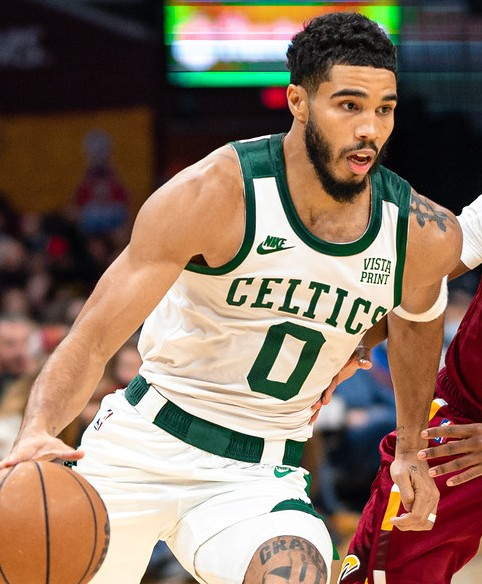
Jayson Tatum
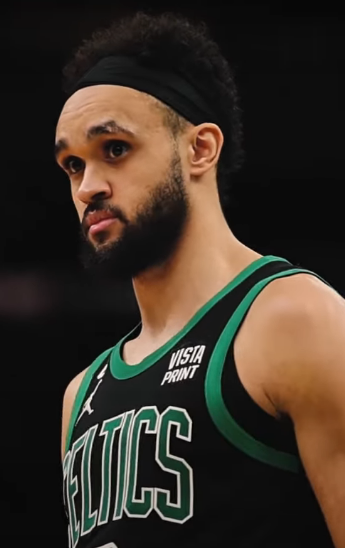
Derrick White

## Kända spelare i urval
- Danny Ainge (1981–1989)
- Ray Allen (2007–2012)
- Larry Bird (1979–1992)
- Bob Cousy (1950–1963)
- Dave Cowens (1970–1980)
- Kevin Garnett (2007–2013)
- John Havlicek (1962–1978)
- Tom Heinsohn (1956–1965)
- Kyrie Irving (2017-2019)
- Dennis Johnson (1983–1990)
- Sam Jones (1957–1969)
- Reggie Lewis (1987–1993)
- Jim Loscutoff (1955–1964)
- Cedric Maxwell (1977–1985)
- Kevin McHale (1980–1993)
- Robert Parish (1980–1994)
- Paul Pierce (1998–2013)
- Rajon Rondo (2006–2014)

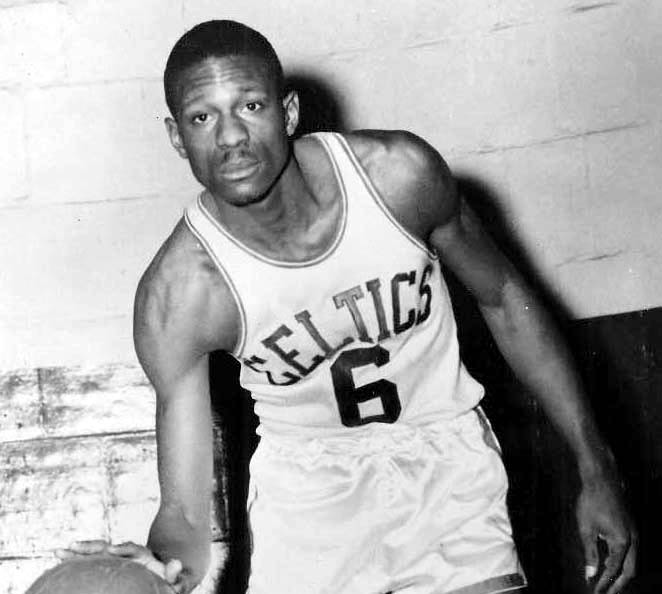
Bill Russell (1956–1969)
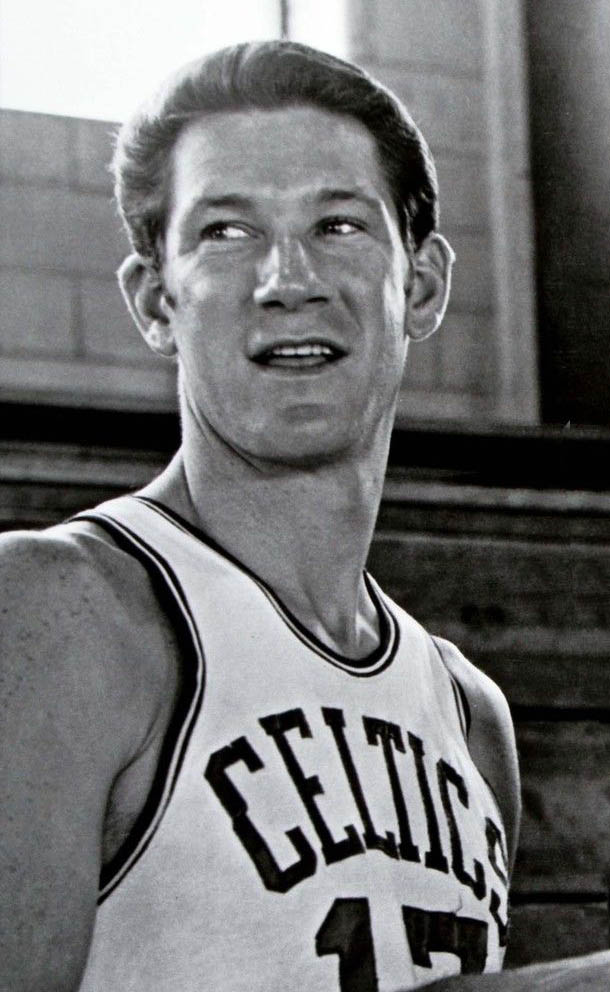
John Havlicek
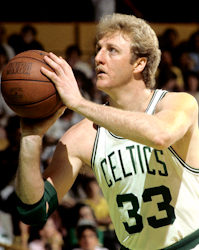
Larry Bird
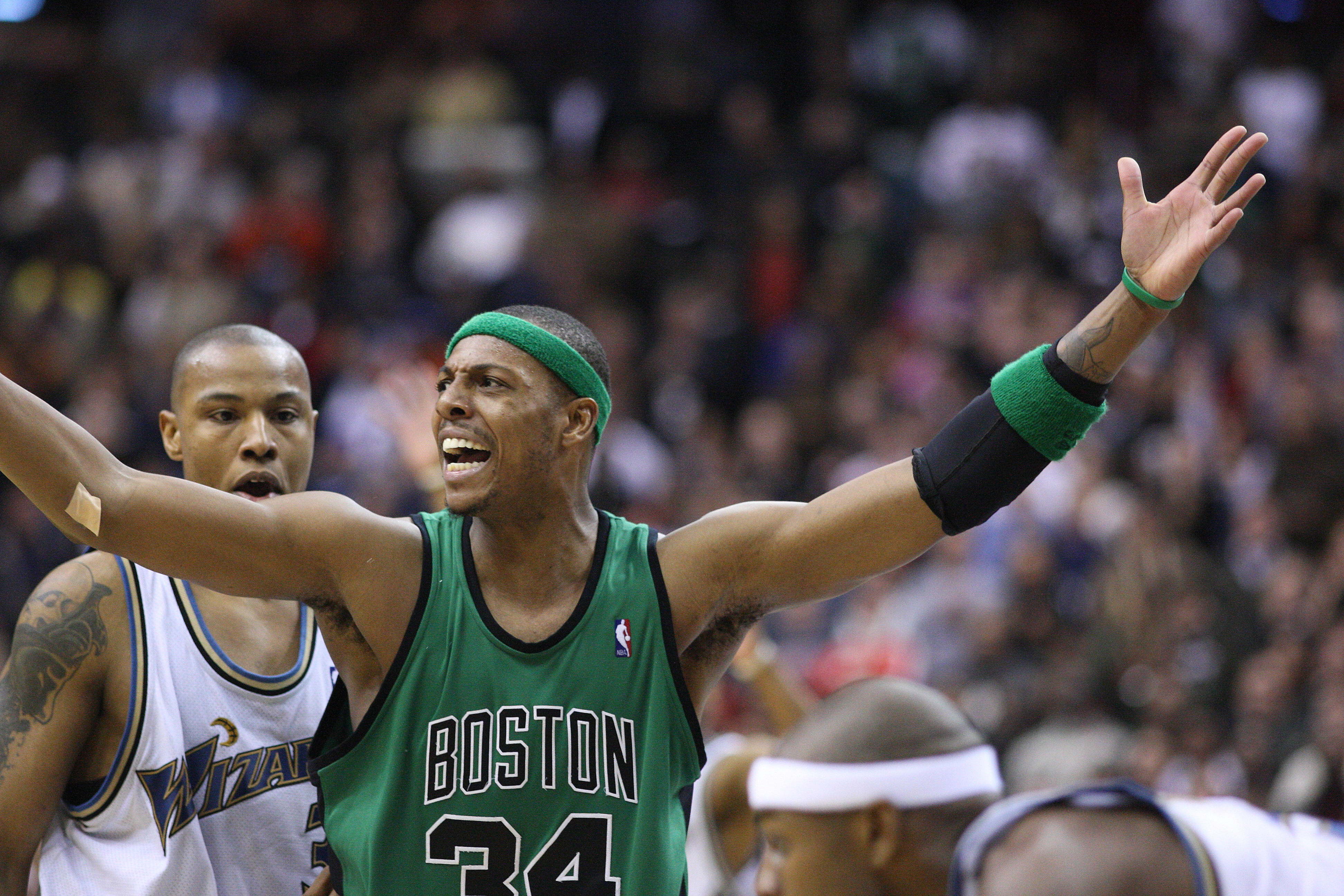
Paul Pierce

- Bill Sharman (1951–1961)
- Antoine Walker (1996–2003, 2005)
- Bill Walton (1985–1987)
- Jo Jo White (1969–1979)

- Bill Russell
- John Havlicek
- Larry Bird
- Paul Pierce

## Huvudtränare i urval
- Red Auerbach (1950–1966)
- Bill Russell (1966–1969)
- Tom Heinsohn (1969–1978)
- K.C. Jones (1983–1988)
- Doc Rivers (2004–2013)
- Brad Stevens (2013–2021)
- Ime Udoka (2021–2022)
- Joe Mazzulla (2022–) (interimistisk 2022)

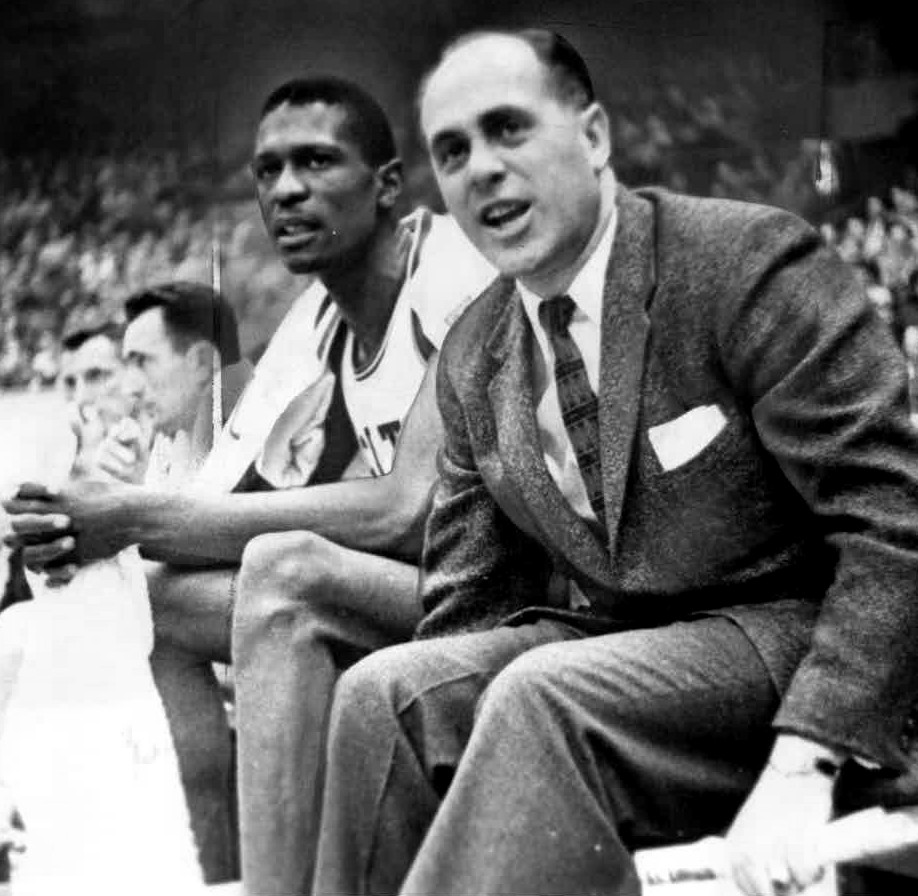
Red Auerbach

## Meriter
- NBA-mästare (17 gånger): 1957, 1959, 1960, 1961, 1962, 1963, 1964, 1965, 1966, 1968, 1969, 1974, 1976, 1981, 1984, 1986, 2008
- Conference-mästare (21 gånger): 1957, 1958, 1959, 1960, 1961, 1962, 1963, 1964, 1965, 1966, 1968, 1969, 1974, 1976, 1981, 1984, 1985, 1986, 1987, 2008, 2010, 2022
- Divisions-mästare (22 gånger): 1972, 1973, 1974, 1975, 1976, 1980, 1981, 1982, 1984, 1985, 1986, 1987, 1988, 1989, 1991, 1992, 2005, 2008, 2009, 2010, 2011, 2017